# أعمال هرمان ملفيل

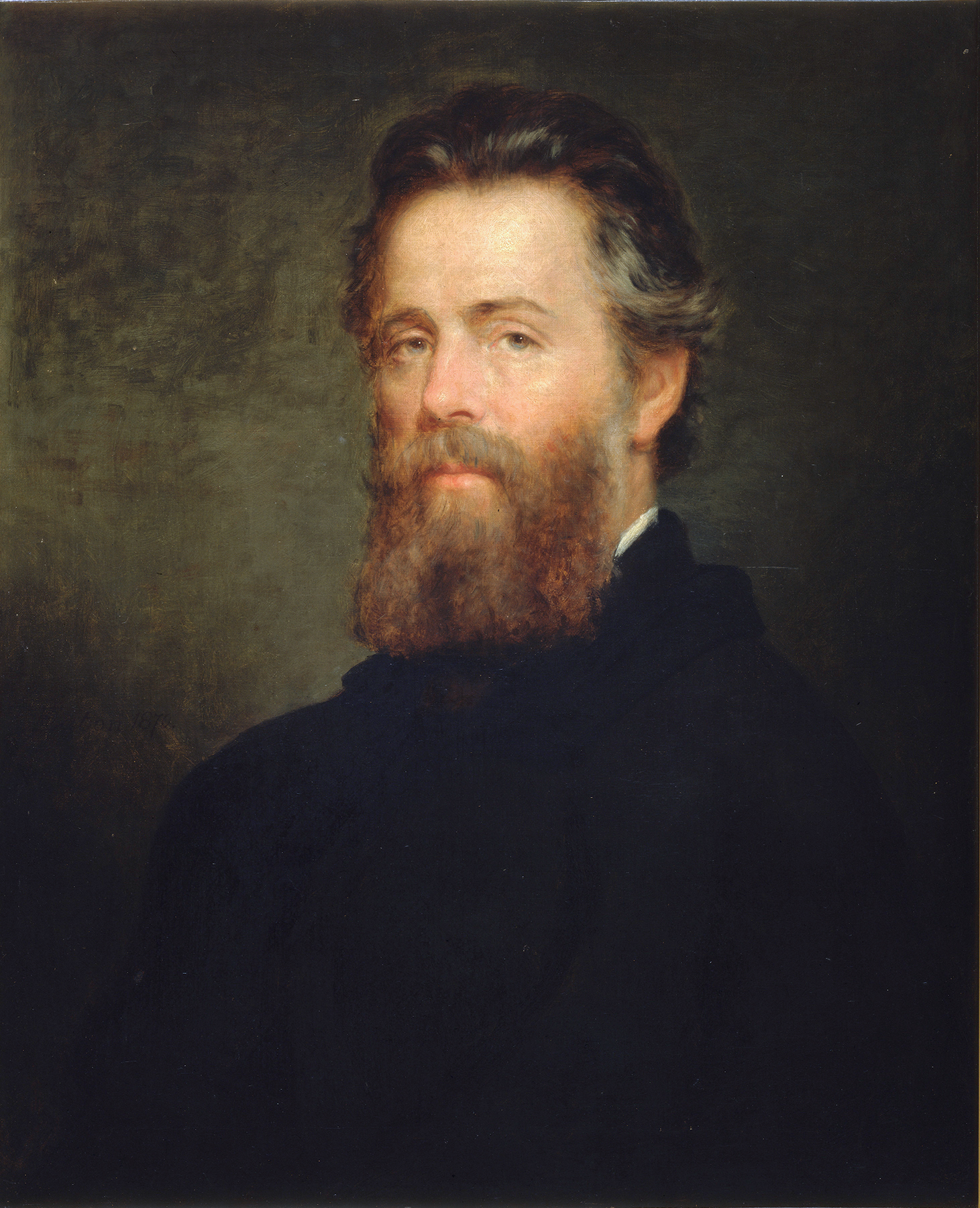

تتضمن أعمال هرمان ملفيل مقالات في مجلات، ومراجعات كتب، وكتابات أخرى، وخمسة عشر كتابًا. من بين هذه الكتب، نُشرت سبعة كتب في الفترة بين عاميّ 1846 و1853، وسبعة كتب أخرى بين عامي 1853 و1891، وكتاب في عام 1924. كان ملفيل في السادسة والعشرين من عمره عندما نُشر أول كتاب له، ومرّت ثلاثة وثلاثون عامًا على وفاته عندما نُشِرَ آخر كتاب له. في وقت وفاته كان على وشك الانتهاء من مخطوطة روايته الأولى في ثلاثة عقود، بيلي بود، وكان قد جمع العديد من المجلدات الكبيرة من أبيات الشعر غير المنشورة.
بالنسبة إلى جامع ومراجع ملفيل، فإن عام 1853 لا يشير إلى انتهاء سلسلة رواياته العظيمة فحسب، بل إلى بداية الفترة الطويلة من انعدام الشعبية التي عجلها ظهور بيير؛ كما أنه يمثل وقت كارثة مادية جعلت الكتب التي نشرها في أمريكا قبل ذلك التاريخ أكثر نُدرة مما كانت عليه الحال عادة. في الساعة الواحدة بعد ظهر يوم السبت الموافق 10 ديسمبر 1853، دمر حريق مُنشأة ناشري ملفيل الأخوين هاربر تدميرًا كاملًا، وقيل إن سبب ذلك هو قيام سباك بإلقاء شمعة مضاءة في دلو من الكامفين، الذي ظنّهُ ماءً. أحرقت النار مخزون هاربر من كتب ملفيل غير المباعة التي تتألف من: تايبي، 185؛ أومو، 276؛ ماردي، 491؛ ريدبورن، 296؛ الرداء الأبيض، 292؛ موبي - ديك، 297؛ وبيير، 494.التهمت النيران أعدادًا كبيرة من نسخ  ماردي وبيير غير المباعة، اثنين من كتب ملفيل الأقل شعبية.
أدت حركة إحياء مؤلّفات ملفيل التي بدأت في عشرينيات القرن الماضي إلى إعادة طبع العديد من أعماله، ومن ثم نفذت طبعتها في الولايات المتحدة. حرَّر ريموند ويفر، أول كاتب سيرة لملفيل، نسخة من ستة عشر مجلدًا من قبل دار نشر كونستابل في لندن والتي تضمنت أول منشور لبيلي بود. في عام 1926، كانت موبي - ديك من بين العناوين الأولى من سلسلة المكتبة المعاصرة المُؤسسة حديثًا. بداية عام 1948، وظّفت دار النشر المستقلة والتر هندريكس الباحثين لتحرير طبعات مشروحة من أعمال ملفيل، بدءًا من مجلد لشِعره. أُنتجت السلسلة تحت إشراف المحرر العام هيوارد ب. فينسنت، وكان من المتوقع أصلًا أن تشمل 14 مجلدًا ولكن في نهاية المطاف لم يظهر أكثر من 7 مجلدات.
في الستينات، أنشأت مطبعة جامعة نورث ويسترن، بالتعاون مع مكتبة نيوبري ومركز الطبعات العلمية لرابطة اللغات الحديثة، منشورات مستمرة عن مختلف عناوين ملفيل. كان هدف المحررين، هاريسون هايفورد، وهيرشيل باركر، وج. توماس تانسيل، تقديم «نصوص انتقادية» غير عصرية تمثل «نوايا المؤلف قدر الإمكان». قام المحررون بـ «نسخ النص» إما من مخطوطة نسخة المؤلف أو الطبعة الأولى منها، وقورنت مع كتابات أخرى في حياة ملفيل، لأنه ربما قد قام بتصحيحات أو تغييرات. في حالة موبي - ديك، على سبيل المثال، اعتمد المحررون بعد ترتيب الطبعتين الأمريكية والبريطانية من مختلف المطبوعات، على 185 تغييرًا وتصويبًا من الطبعة الإنجليزية وأدمجوا 237 تصحيحًا أدلى بها المحررون. تضمنت «ملاحق التحرير» لكل مجلد «ملاحظة تاريخية» بشأن التأليف والنشر، وسردًا شاملًا لعملية التحرير، وقائمة بالتصحيحات والتغييرات، فضلًا عن الوثائق ذات الصلة.
بلغت إيرادات ملفيل من أول سبعة كتب له (على مدى 41 عامًا، من عام 1846 وحتى عام 1887) ما مقداره 10,444.53 دولارًا، منها 5,966.40 دولارًا من الناشرين الأمريكيين و4،478.13 دولارًا من الناشرين البريطانيين. كان العنوان الأكثر مبيعًا في الولايات المتحدة هو تيبي (مع 9,598 نسخة). كان الكتاب الذي أكسب ملفيل أكثر من غيره في الولايات المتحدة هو أومو (1,719.78 دولارًا).